# Dialecte consécutif
En dialectologie, un dialecte consécutif ou dialecte secondaire est un dialecte issu de l'implantation d'une langue déjà constituée sur un nouveau territoire.
La notion de dialecte consécutif s'oppose à celle de dialecte constitutif — deux termes forgés par le dialectologue Joan Veny, spécialiste du catalan —, qui est lui parlé dans le domaine de formation de la langue,,.
L'instauration d'un dialecte consécutif peut faire suite à un mouvement migratoire ou à des changements dans le contexte sociolinguistique (impérialisme linguistique, politique d'uniformisation linguistique, adoption d'une langue prestigieuse exogène par certaines classes sociales dans un contexte diglossique…).
Les dialectes consécutifs s'avèrent généralement plus stables que les constitutifs et conservent fréquemment certaines caractéristiques plus tard pressenties comme archaïques ou désuètes dans d'autres zones. Ils peuvent toutefois connaître des variations originales et précoces dues à l'influence du substrat.

## Exemples
- L'andalou est un dialecte consécutif du castillan[5] importé à la suite de la reconquête des zones méridionales d’Al-Andalus par la Couronne de Castille.
- Le valencien, le baléare et l'alguérois sont des dialectes consécutifs du catalan implantés à la suite de la reconquête menée par la Couronne d'Aragon[6],[4].
- Le français méridional (ou francitan) est un ensemble de dialectes du français, implanté sur des régions de langue d'Oc.